# Per Berlin
Per Gunnar Börje Berlin (* 1. August 1921 in Södra Sandby; † 22. Dezember 2011 in Landskrona) war ein schwedischer Ringer. Er war zweifacher Medaillengewinner bei den Olympischen Spielen 1952 in Helsinki und 1956 in Melbourne.

## Werdegang
Per Berlin begann als Jugendlicher in seiner Heimatstadt Eskilstuna beim dortigen Ringerklub „GAK“ mit dem Ringen. Er entwickelte sich schon bald zu einem hervorragenden Ringer in beiden Stilarten. Infolge des Zweiten Weltkrieges, während dessen keine internationalen Meisterschaften stattfanden, begann die internationale Ringerlaufbahn für den Polizeibeamten erst 1949 im Alter von 28 Jahren. Er belegte bei der Ringer-Europameisterschaft in Istanbul im freien Stil im Weltergewicht den dritten Platz.
Der nächste Start bei einer internationalen Meisterschaft war bei der Freistil-Weltmeisterschaft 1951 in Helsinki. Dort verpasste Per mit einem vierten Platz knapp eine Medaille, weil er nach zwei Siegen wegen einer Niederlage im dritten Kampf gegen den Iraner Abdollah Mojtabavi ausscheiden musste.
Ein großer Erfolg gelang Per dann bei den Olympischen Spielen 1952 in Helsinki, als er im Weltergewicht im freien Stil die Silbermedaille gewann. Er, William Smith aus den USA und Abdollah Mojtabavi besiegten sich dabei gegenseitig, so dass die Fehlpunkte aus den Vorkämpfen entscheiden mussten. Hier stand Smith mit drei Fehlpunkten am besten da und wurde Olympiasieger, Per gewann mit vier Fehlpunkten die Silbermedaille und Mojtabavi mit fünf Fehlpunkten die Bronzemedaille.
1953 wurde Per Berlin auch bei der Ringer-Weltmeisterschaft in Neapel im griechisch-römischen Stil eingesetzt und belegte einen fünften Platz. Er war auch noch bei den Ringer-Weltmeisterschaften im freien Stil 1954 in Tokio und im griechisch-römischen Stil 1955 in Karlsruhe am Start, konnte aber beide Mal keine Medaille gewinnen.
1956 wurde er, obwohl er schon 35 Jahre alt war, von Schweden zu den Olympischen Spielen in Melbourne entsandt. Dort startete er in beiden Stilarten. Im griechisch-römischen Stil gewann er dabei mit der Bronzemedaille seine zweite olympische Medaille, während er im freien Stil auf den vierten Platz kam.
Danach beendete er seine internationale Ringerlaufbahn.

## Internationale Erfolge
| Jahr | Platz  | Wettbewerb      | Stil | Gewichtsklasse | Ergebnisse |
| 1949 | 3.     | EM in Istanbul  | F    | Welter         | mit Siegen über Jean Leclerc, Frankreich u. Ali Ghaffari, Iran u. einer Niederlage gegen Celal Atik, Türkei                                                                                            |
| 1951 | 4.     | WM in Helsinki  | F    | Welter         | mit Siegen über Karl Schaad, Schweiz u. Jean Leclers u. einer Niederlage gegen Abdollah Mojtabavi, Iran                                                                                                |
| 1952 | Silber | OS in Helsinki  | F    | Welter         | mit Siegen über Daniel Hauser, Schweiz, Anton Mackowiak, Deutschland, Arvedo Cecchini, Italien, Aleksanteri Keisala, Finnland u. William Smith, USA u. einer Niederlage gegen Abdullah Mojtabavi, Iran |
| 1953 | 5.     | WM in Neapel    | GR   | Welter         | mit Siegen über Hendrik Stoltz, Niederlande, Béla Cucic, Jugoslawien u. Aleksanteri Keisala u. einer Niederlage gegen Miklós Szilvási, Ungarn                                                          |
| 1954 | 4.     | WM in Tokio     | F    | Welter         | mit Siegen über Lajos Radics, Ungarn u. Henrik Hansen, Dänemark u. Niederlagen gegen Mohammad Ali Fardin, Iran u. Bekir Büke, Türkei                                                                   |
| 1955 | 10.    | WM in Karlsruhe | GR   | Welter         | nach Siegen über John Cools, Belgien u. Marin Belușica, Rumänien und einer Niederlage gegen Mitu Petkow, Bulgarien, Aufgabe wegen Verletzung                                                           |
| 1956 | 4.     | OS in Melbourne | F    | Welter         | mit Siegen über N. Granger, Australien, E. Wandaller, Österreich u. Alfred Tischendorf, Deutschland u. einer Niederlage gegen Wachtang Balawadse, UdSSR                                                |
| 1956 | Bronze | OS in Melbourne | GR   | Welter         | mit Siegen über F. Murphy, Australien u. E. Wandaller u. Niederlagen gegen Mithat Bayrak, Türkei u. Wladimir Manejew, UdSSR                                                                            |

## Schwedische Meisterschaften
Per Berlin wurde 1949, 1951, 1952, 1954, 1955 und 1956 schwedischer Meister im freien Stil und 1952, 1955 und 1956 im griechisch-römischen Stil, jeweils im Weltergewicht.

## Länderkämpfe
- 1953, Schweden gegen Türkei, F, We, Punktniederlage gegen İbrahim Zengin,
- 1953, Schweden gegen Türkei, GR, We, Punktsieg über Bekir Büke,
- 1954, Schweden gegen UdSSR, F, We, Punktsieg über Wachtang Balawadse,
- 1954, Schweden gegen UdSSR, GR, We, Punktniederlage gegen Muchtar Dadaschew,
- 1954, Schweden gegen Finnland, F, We, Punktsieg über Lehto,
- 1954, Schweden gegen Finnland, GR, We, Punktsieg über Rantanen,
- 1955, Schweden gegen Türkei, GR, We, Punktniederlage gegen Nuri Ayvali,
- 1956, Schweden gegen UdSSR, GR, We, Punktniederlage gegen Grigori Gamarnik

Erläuterungen
- OS = Olympische Spiele, WM = Weltmeisterschaft
- GR = griechisch-römischer Stil, F = freier Stil
- Gewichtsklasse Weltergewicht damals bis 73 kg Körpergewicht